# Batalla de Horaniu
La batalla de Horaniu (第一次ベララベラ海戦?) fue un enfrentamiento naval ocurrido cerca de la isla de Vella Lavella en las Islas Salomón en la noche del 17 de agosto de 1943, siendo parte de la campaña del Pacífico de la Segunda Guerra Mundial.

## Antecedentes
Tras la caída de Munda y su derrota en la batalla del Golfo de Vella, los japoneses habían decidido evacuar sus guarniciones en las Islas Salomón centrales. Un convoy de evacuación escoltado por cuatro destructores (Sazanami, Hamakaze, Isokaze y Shigure), comandada por el contralmirante Matsuji Ijuin partió de su base en Horaniu en el extremo norte de Vella Lavella el 17 de agosto para evacuar la isla de Kolombangara al este.

## La batalla
A eso de las 23:30 fueron atacados por aviones y todavía estaban en alguna desorganización cuando se les vio a las 00:29 por una fuerza norteamericana de cuatro destructores (USS Nicholas, USS O'Bannon, USS Taylor y USS Chevalier) comandados por el capitán Thomas John Ryan. Después de un intercambio ineficaz de torpedos y disparos a larga distancia, los japoneses se retiraron a eso de las 01:00.

## Consecuencias
Los japoneses habían salvado sus barcazas y pudieron posteriormente evacuar 9.000 soldados de Kolombangara.